# Anders Jacob Broman
Anders Jacob Broman, född 1 april 1788 i Bankeryds församling, Jönköpings län, död 8 februari 1878 i Klockrike församling, Östergötlands län, var en svensk kyrkoherde, kontraktsprost och riksdagsman.

## Biografi
Efter studier i Växjö och Göteborg, blev Broman student vid Uppsala universitet och medlem av Göteborgs nation 1808. 1812 blev han filosofie magister, 1819 teologie licentiat och 1820 docent i teologi vid universitetet. Samma år utnämndes han till regementspastor vid Bohus läns regemente, 1822 till konsistorienotarie i Göteborg och 1828 till kyrkoherde i Skärkinds pastorat i Linköpings stift. År 1830 blev han teologie doktor.
Såsom medlem av prästeståndet och åtskilliga utskott under riksdagarna från 1844 till 1854 tillhörde han ståndsrepresentationens "konservativa koryféer". Med iver bekämpade han förslaget om kvinnans likställighet med mannen i arvsfrågor, en friare tull- och en humanare strafflagstiftning, en frisinnad omdaning av representationen och varje reform av skolväsendet. Endast i fråga om banklagstiftningen var han liberal. 1854 förordade han med värme regeringens proposition om att tryckfrihetsförordningen inte skulle anses som grundlag. 1875 tog han avsked från sin kyrkoherdebefattning.

## Familj

### Äktenskap
- Gift 29 juni 1823 med Anna Regina Lindblom (1794–1879)

### Föräldrar
- Anders Broman, kyrkoherde i Kulltorps socken
- Sara Margareta Borén

### Barn
- Jacob Gabriel Axel Broman (efterträdare till fadern)
- Maria Sophia Margareta Broman, gift Grewell
- Carl Philip Wilhelm Broman (1829–1915)
- Adelaïde Broman, gift Andersson